# Associazione Calcio Reggiana 1919 2025-2026
Questa voce raccoglie le informazioni riguardanti la Associazione Calcio Reggiana 1919 nelle competizioni ufficiali della stagione 2025-2026.

## Stagione
La Reggiana si appresta a disputare la sua 37° stagione in cadetteria.
Sul fronte tecnico viene confermato l'allenatore Davide Dionigi, mentre il ruolo di Direttore sportivo viene affidato a Domenico Fracchiolla e con lui arriva in veste di Direttore Tecnico Gennaro Scognamiglio.
Il ritiro prestagione si svolge a Toano dal 7 fino al 31 luglio, quest'anno più lungo sotto volere di mister Dionogi.
Il 15 agosto esordisce ai trentaduesimi della Coppa Italia 2025-2026, venendo sconfitta ai calci di rigore dall'Empoli. 

## Divise e sponsor
Il fornitore tecnico per la stagione 2025-2026 è Macron.

## Organigramma societario
Area direttiva
- Presidente: Carmelo Salerno
- Presidente Onorario: Romano Amadei
- Vice Presidente: Giuseppe Fico
- Vice Presidente e Direttore Generale: Vittorio Cattani
- Responsabile controllo di gestione: Eugenio Imbergamo
- Segretario Generale: Nicola Simonelli
- Responsabile Settore Giovanile: Pietro Lodi
- Dirigente Responsabile settore femminile: Francesco Criscuolo

Area comunicazione e marketing
- Addetto Stampa: Marcello Tosi

Area sportiva
- Direttore sportivo: Marcello Pizzimenti
- Direttore tecnico: Gennaro Scognamiglio
- Team Manager: Michele Malpeli
- Responsabile video scouting: Tommaso Ferrarello
- Coordinatore organizzativo pre-agonistica e attività di base: Fabio Dall'Olmo
- Responsabile Scouting settore giovanile : Simone Rossi, Andrea Mattioli, Roberto Ferrari, Giamel Galeone

Area tecnica
- Allenatore: Davide Dionigi
- Vice Allenatore: Lorenzo Sibilano
- Collaboratore tecnico: Giuseppe Liperoti
- Match analyst: Hiroshi Komatsuzaki
- Preparatore atletico: David Morelli
- Collaboratore preparatore atletico: Alessandro Spaggiari
- Preparatore dei Portieri:
- Magazziniere: Matteo Ferri

Area sanitaria
- Responsabile Sanitario: Stefano Bondi
- Medico sociale: Massimiliano Manzotti
- Recupero infortuni: Alessandro Spaggiari
- Consulente ortopedico: Alessandro Nosenzo
- Fisioterapisti: Remigio Del Sole, Filippo Torricelli, Gabriele Di Paola

## Rosa
| N. |                           | Ruolo | Calciatore               |
| -- | ------------------------- | ----- | ------------------------ |
| 1  | Italia (bandiera)         | P     | Edoardo Motta            |
| 2  | Italia (bandiera)         | D     | Andrea Papetti           |
| 3  | Italia (bandiera)         | D     | Andrea Bozzolan          |
| 4  | Italia (bandiera)         | D     | Paolo Rozzio (capitano)  |
| 5  | Slovenia (bandiera)       | C     | Leo Štulac               |
| 6  | Italia (bandiera)         | C     | Francesco Pio Vallarelli |
| 7  | Italia (bandiera)         | A     | Manuel Marras            |
| 10 | Paesi Bassi (bandiera)    | A     | Elayis Tavşan            |
| 11 | Costa d'Avorio (bandiera) | A     | Cedric Gondo             |
| 12 | Italia (bandiera)         | P     | Andrea Seculin           |
| 13 | Italia (bandiera)         | D     | Andrea Meroni            |
| 14 | Italia (bandiera)         | D     | Danilo Quaranta          |

| N. |                      | Ruolo | Calciatore         |
| -- | -------------------- | ----- | ------------------ |
| 16 | Argentina (bandiera) | C     | Tobías Reinhart    |
| 17 | Italia (bandiera)    | D     | Lorenzo Libutti    |
| 23 | Italia (bandiera)    | A     | Matteo Rover       |
| 26 | Italia (bandiera)    | C     | Massimo Bertagnoli |
| 29 | Italia (bandiera)    | C     | Oliver Urso        |
| 31 | Italia (bandiera)    | D     | Mario Sampirisi    |
| 43 | Italia (bandiera)    | D     | Simone Bonetti     |
| 44 | Italia (bandiera)    | C     | Leonardo Mendicino |
| 80 | Svizzera (bandiera)  | C     | Natan Girma        |
| 90 | Italia (bandiera)    | C     | Manolo Portanova   |
| 91 | Guinea (bandiera)    | A     | Oumar Conté        |
| 98 | Monaco (bandiera)    | A     | Edoardo Cavaliere  |
| -  | Italia (bandiera)    | C     | Damiano Basili     |
| -  | Italia (bandiera)    | D     | Diego Stramaccioni |

## Calciomercato

### Sessione estiva(dall'1/6 al 10/6 e dall'1/7 all'1/9)
| Acquisti         | Acquisti                 | Acquisti      | Acquisti                       |
| R.               | Nome                     | da            | Modalità                       |
| ---------------- | ------------------------ | ------------- | ------------------------------ |
| P                | Andrea Seculin           | Trapani       | definitivo                     |
| D                | Simone Bonetti           | Lentigione    | svincolato                     |
| D                | Andrea Bozzolan          | Milan Futuro  | definitivo                     |
| D                | Diego Stramaccioni       | Gubbio        | fine prestito                  |
| D                | Andrea Papetti           | Brescia       | svincolato                     |
| D                | Danilo Quaranta          | Juve Stabia   | definitivo                     |
| C                | Damiano Basili           | Pergolettese  | svincolato                     |
| C                | Massino Bertagnoli       | Brescia       | svincolato                     |
| C                | Francesco Pio Vallarelli | Empoli        | definitivo                     |
| C                | Leonardo Mendicino       | Atalanta U23  | prestito                       |
| A                | Oumar Conté              | SPAL          | svincolato                     |
| A                | Elayis Tavşan            | Hellas Verona | prestito                       |
| A                | Matteo Rover             | Sudtirol      | definitivo                     |
| Altre operazioni |                          |               |                                |
| R.               | Nome                     | da            | Modalità                       |
| D                | Giacomo Cavallini        | Lecco         | fine prestito                  |
| C                | Manolo Portanova         | Genoa         | obbligo di riscatto esercitato |
| A                | Muhamed Varela Djamanca  | Torres        | fine prestito                  |

| Cessioni         | Cessioni                | Cessioni   | Cessioni                                      |
| R.               | Nome                    | a          | Modalità                                      |
| ---------------- | ----------------------- | ---------- | --------------------------------------------- |
| P                | Francesco Bardi         |            | svincolato                                    |
| D                | Riccardo Fiamozzi       |            | svincolato                                    |
| D                | Lorenzo Lucchesi        | Fiorentina | fine prestito                                 |
| D                | Joaquín Sosa            | Bologna    | fine prestito                                 |
| D                | Yannis Nahounou         | Nancy      | definitivo                                    |
| C                | Luca Cigarini           |            | ritirato                                      |
| C                | Lorenzo Ignacchiti      | Empoli     | fine prestito                                 |
| C                | Alessandro Sersanti     | Juventus   | fine prestito                                 |
| C                | Elvis Kabashi           |            | svincolato                                    |
| C                | Justin Kumi             | Sassuolo   | fine prestito                                 |
| C                | Antonio Vergara         | Napoli     | fine prestito                                 |
| A                | Mattia Destro           |            | svincolato                                    |
| A                | Stefano Pettinari       |            | svincolato                                    |
| A                | Luca Vido               |            | svincolato                                    |
| A                | Matteo Maggio           | Crotone    | prestito con obbligo di riscatto condizionato |
| Altre operazioni |                         |            |                                               |
| R.               | Nome                    | a          | Modalità                                      |
| D                | Giacomo Cavallini       | Forlì      | prestito                                      |
| A                | Muhamed Varela Djamanca | Arezzo     | definitivo                                    |

### Sessione invernale(dal 2/1 al 2/2)
| Acquisti         | Acquisti         | Acquisti         | Acquisti         |
| R.               | Nome             | da               | Modalità         |
| Altre operazioni | Altre operazioni | Altre operazioni | Altre operazioni |
| R.               | Nome             | da               | Modalità         |
| ---------------- | ---------------- | ---------------- | ---------------- |

| Cessioni         | Cessioni         | Cessioni         | Cessioni         |
| R.               | Nome             | a                | Modalità         |
| Altre operazioni | Altre operazioni | Altre operazioni | Altre operazioni |
| R.               | Nome             | a                | Modalità         |
| ---------------- | ---------------- | ---------------- | ---------------- |

## Risultati

### Serie B

#### Girone d'andata
| Palermo 23 agosto 2025, ore 21:00 CEST 1ª giornata | Palermo | – | Reggiana | Stadio Renzo Barbera |

| Reggio Emilia 29 agosto 2025, ore 20:30 CEST 2ª giornata | Reggiana | – | Empoli | Mapei Stadium - Città del Tricolore |

| Castellammare di Stabia 13 settembre 2025, ore 15:00 CEST 3ª giornata | Juve Stabia | – | Reggiana | Stadio Romeo Menti |

| Reggio Emilia 20 settembre 2025, ore CEST 4ª giornata | Reggiana | – | Catanzaro | Mapei Stadium - Città del Tricolore |

| Bolzano 27 settembre 2025, ore CEST 5ª giornata | Südtirol | – | Reggiana | Stadio Druso |

| Reggio Emilia 30 settembre 2025, ore CEST 6ª giornata | Reggiana | – | Spezia | Mapei Stadium - Città del Tricolore |

| Cesena 4 ottobre 2025, ore CEST 7ª giornata | Cesena | – | Reggiana | Orogel Stadium-Dino Manuzzi |

| Reggio Emilia 18 ottobre 2025, ore CEST 8ª giornata | Reggiana | – | Bari | Mapei Stadium - Città del Tricolore |

| Monza 25 ottobre 2025, ore CEST 9ª giornata | Monza | – | Reggiana | Stadio Brianteo |

| Reggio Emilia 28 ottobre 2025, ore CEST 10ª giornata | Reggiana | – | Modena | Mapei Stadium - Città del Tricolore |

| Avellino 1° novembre 2025, ore CET 11ª giornata | Avellino | – | Reggiana | Stadio Partenio-Adriano Lombardi |

| Reggio Emilia 8 novembre 2025, ore CET 12ª giornata | Reggiana | – | Virtus Entella | Mapei Stadium - Città del Tricolore |

| Carrara 22 novembre 2025, ore CET 13ª giornata | Carrarese | – | Reggiana | Stadio dei Marmi |

| Reggio Emilia 29 novembre 2025, ore CET 14ª giornata | Reggiana | – | Frosinone | Mapei Stadium - Città del Tricolore |

| Mantova 13 dicembre 2025, ore CET 15ª giornata | Mantova | – | Reggiana | Stadio Danilo Martelli |

| Reggio Emilia 13 dicembre 2025, ore CET 16ª giornata | Reggiana | – | Padova | Mapei Stadium - Città del Tricolore |

| Pescara 20 dicembre 2025, ore CET 17ª giornata | Pescara | – | Reggiana | Stadio Adriatico-Giovanni Cornacchia |

| Genova 27 dicembre 2025, ore CET 18ª giornata | Sampdoria | – | Reggiana | Stadio Luigi Ferraris |

| Reggio Emilia 10 gennaio 2026, ore CET 19ª giornata | Reggiana | – | Venezia | Mapei Stadium - Città del Tricolore |

#### Girone di ritorno
| Reggio Emilia 17 gennaio 2026, ore CET 20ª giornata | Reggiana | – | Cesena | Mapei Stadium - Città del Tricolore |

| Frosinone 24 gennaio 2026, ore CET 21ª giornata | Frosinone | – | Reggiana | Stadio Benito Stirpe |

| Reggio Emilia 31 gennaio 2026, ore CET 22ª giornata | Reggiana | – | Juve Stabia | Mapei Stadium - Città del Tricolore |

| Catanzaro 7 febbraio 2026, ore CET 23ª giornata | Catanzaro | – | Reggiana | Stadio Nicola Ceravolo |

| Reggio Emilia 10 febbraio 2026, ore CET 24ª giornata | Reggiana | – | Mantova | Mapei Stadium - Città del Tricolore |

| Empoli 14 febbraio 2026, ore CET 25ª giornata | Empoli | – | Reggiana | Stadio Carlo Castellani |

| Reggio Emilia 21 febbraio 2026, ore CET 26ª giornata | Reggiana | – | Avellino | Mapei Stadium - Città del Tricolore |

| La Spezia 28 febbraio 2026, ore CET 27ª giornata | Spezia | – | Reggiana | Stadio Alberto Picco |

| Reggio Emilia 3 marzo 2026, ore CET 28ª giornata | Reggiana | – | Südtirol | Mapei Stadium - Città del Tricolore |

| Venezia 7 marzo 2026, ore CET 29ª giornata | Venezia | – | Reggiana | Stadio Pier Luigi Penzo |

| Bari 14 marzo 2026, ore CET 30ª giornata | Bari | – | Reggiana | Stadio San Nicola |

| Reggio Emilia 17 marzo 2026, ore CEST 31ª giornata | Reggiana | – | Monza | Mapei Stadium - Città del Tricolore |

| Chiavari 21 marzo 2026, ore CEST 32ª giornata | Virtus Entella | – | Reggiana | Stadio Enrico Sannazzari |

| Reggio Emilia 6 aprile 2026, ore CEST 33ª giornata | Reggiana | – | Pescara | Mapei Stadium - Città del Tricolore |

| Reggio Emilia 11 aprile 2026, ore CEST 34ª giornata | Reggiana | – | Carrarese | Mapei Stadium - Città del Tricolore |

| Padova 18 aprile 2026, ore CEST 35ª giornata | Padova | – | Reggiana | Stadio Euganeo |

| Reggio Emilia 25 aprile 2026, ore CEST 36ª giornata | Reggiana | – | Palermo | Mapei Stadium - Città del Tricolore |

| Modena 1° maggio 2026, ore CEST 37ª giornata | Modena | – | Reggiana | Stadio Alberto Braglia |

| Reggio Emilia 9 maggio 2026, ore CEST 38ª giornata | Reggiana | – | Sampdoria | Mapei Stadium - Città del Tricolore |

### Coppa Italia

#### Turni eliminatori
| Arbitro: | Calzavara (Varese) |

|                                    |                      |                    |
| Ilie 65’                           | Marcatori            | 13’ Gondo          |
| Belardinelli Elia Carboni Busiello | Tiri di rigore 3 – 0 | Gondo Marras Rover |

## Statistiche

### Statistiche di squadra
| Competizione | Punti | In casa | In casa | In casa | In casa | In casa | In casa | In trasferta | In trasferta | In trasferta | In trasferta | In trasferta | In trasferta | Totale | Totale | Totale | Totale | Totale | Totale | DR |
| Competizione | Punti | G       | V       | N       | P       | Gf      | Gs      | G            | V            | N            | P            | Gf           | Gs           | G      | V      | N      | P      | Gf     | Gs     | DR |
| ------------ | ----- | ------- | ------- | ------- | ------- | ------- | ------- | ------------ | ------------ | ------------ | ------------ | ------------ | ------------ | ------ | ------ | ------ | ------ | ------ | ------ | -- |
| Serie B      |       | 0       | 0       | 0       | 0       | 0       | 0       | 0            | 0            | 0            | 0            | 0            | 0            | 0      | 0      | 0      | 0      | 0      | 0      | 0  |
| Coppa Italia | -     | -       | -       | -       | -       | -       | -       | 1            | 0            | 1            | 0            | 1            | 1            | 1      | 0      | 1      | 0      | 1      | 1      | 0  |
| Totale       | -     | -       | -       | -       | -       | -       | -       | 1            | 0            | 1            | 0            | 1            | 1            | 1      | 0      | 1      | 0      | 1      | 1      | 0  |

### Andamento in campionato
| Giornata  | 1 | 2 | 3 | 4 | 5 | 6 | 7 | 8 | 9 | 10 | 11 | 12 | 13 | 14 | 15 | 16 | 17 | 18 | 19 | 20 | 21 | 22 | 23 | 24 | 25 | 26 | 27 | 28 | 29 | 30 | 31 | 32 | 33 | 34 | 35 | 36 | 37 | 38 |
| --------- | - | - | - | - | - | - | - | - | - | -- | -- | -- | -- | -- | -- | -- | -- | -- | -- | -- | -- | -- | -- | -- | -- | -- | -- | -- | -- | -- | -- | -- | -- | -- | -- | -- | -- | -- |
| Luogo     | T | C | T | C | T | C | T | C | T | C  | T  | C  | T  | C  | T  | C  | T  | T  | C  | C  | T  | C  | T  | C  | T  | C  | T  | C  | T  | T  | C  | T  | C  | C  | T  | C  | T  | C  |
| Risultato |   |   |   |   |   |   |   |   |   |    |    |    |    |    |    |    |    |    |    |    |    |    |    |    |    |    |    |    |    |    |    |    |    |    |    |    |    |    |
| Posizione |   |   |   |   |   |   |   |   |   |    |    |    |    |    |    |    |    |    |    |    |    |    |    |    |    |    |    |    |    |    |    |    |    |    |    |    |    |    |

Legenda:

Luogo: C = Casa; T = Trasferta. Risultato: V = Vittoria; N = Pareggio; P = Sconfitta.

### Statistiche dei giocatori
| Giocatore       | Serie B  | Serie B | Serie B     | Serie B    | Coppa Italia | Coppa Italia | Coppa Italia | Coppa Italia | Totale   | Totale | Totale      | Totale     |
| Giocatore       | Presenze | Reti    | Ammonizioni | Espulsioni | Presenze     | Reti         | Ammonizioni  | Espulsioni   | Presenze | Reti   | Ammonizioni | Espulsioni |
| --------------- | -------- | ------- | ----------- | ---------- | ------------ | ------------ | ------------ | ------------ | -------- | ------ | ----------- | ---------- |
| E. Motta        | 0        | 0       | 0           | 0          | 1            | -1           | 0            | 0            | 1        | -1     | 0           | 0          |
| A. Seculin      | 0        | 0       | 0           | 0          | 0            | 0            | 0            | 0            | 0        | 0      | 0           | 0          |
| P. Rozzio       | 0        | 0       | 0           | 0          | 0            | 0            | 0            | 0            | 0        | 0      | 0           | 0          |
| A. Meroni       | 0        | 0       | 0           | 0          | 0            | 0            | 0            | 0            | 0        | 0      | 0           | 0          |
| A. Papetti      | 0        | 0       | 0           | 0          | 1            | 0            | 0            | 0            | 1        | 0      | 0           | 0          |
| D. Quaranta     | 0        | 0       | 0           | 0          | 1            | 0            | 0            | 0            | 1        | 0      | 0           | 0          |
| S. Bonetti      | 0        | 0       | 0           | 0          | 1            | 0            | 0            | 0            | 1        | 0      | 0           | 0          |
| D. Stramaccioni | 0        | 0       | 0           | 0          | 0            | 0            | 0            | 0            | 0        | 0      | 0           | 0          |
| A. Bozzolan     | 0        | 0       | 0           | 0          | 1            | 0            | 0            | 0            | 1        | 0      | 0           | 0          |
| L. Libutti      | 0        | 0       | 0           | 0          | 1            | 0            | 0            | 0            | 1        | 0      | 0           | 0          |
| M. Sampirisi    | 0        | 0       | 0           | 0          | 0            | 0            | 0            | 0            | 0        | 0      | 0           | 0          |
| O. Urso         | 0        | 0       | 0           | 0          | 0            | 0            | 0            | 0            | 0        | 0      | 0           | 0          |
| T. Reinhart     | 0        | 0       | 0           | 0          | 1            | 0            | 1            | 0            | 1        | 0      | 1           | 0          |
| F. Vallarelli   | 0        | 0       | 0           | 0          | 1            | 0            | 0            | 0            | 1        | 0      | 0           | 0          |
| M. Bertagnoli   | 0        | 0       | 0           | 0          | 1            | 0            | 0            | 0            | 1        | 0      | 0           | 0          |
| L. Štulac       | 0        | 0       | 0           | 0          | 1            | 0            | 0            | 0            | 1        | 0      | 0           | 0          |
| L. Mendicino    | 0        | 0       | 0           | 0          | 0            | 0            | 0            | 0            | 0        | 0      | 0           | 0          |
| D. Basili       | 0        | 0       | 0           | 0          | 0            | 0            | 0            | 0            | 0        | 0      | 0           | 0          |
| M. Portanova    | 0        | 0       | 0           | 0          | 1            | 0            | 0            | 0            | 1        | 0      | 0           | 0          |
| N. Girma        | 0        | 0       | 0           | 0          | 0            | 0            | 0            | 0            | 0        | 0      | 0           | 0          |
| E. Tavşan       | 0        | 0       | 0           | 0          | 1            | 0            | 0            | 0            | 1        | 0      | 0           | 0          |
| M. Rover        | 0        | 0       | 0           | 0          | 1            | 0            | 0            | 0            | 1        | 0      | 0           | 0          |
| M. Marras       | 0        | 0       | 0           | 0          | 1            | 0            | 0            | 0            | 1        | 0      | 0           | 0          |
| C. Gondo        | 0        | 0       | 0           | 0          | 1            | 1            | 0            | 0            | 1        | 1      | 0           | 0          |
| E. Cavaliere    | 0        | 0       | 0           | 0          | 0            | 0            | 0            | 0            | 0        | 0      | 0           | 0          |
| O. Conté        | 0        | 0       | 0           | 0          | 1            | 0            | 0            | 0            | 1        | 0      | 0           | 0          |